# Championnat de Macao de football 2016
Navigation
Saison précédente Saison suivante
La saison 2016 du Championnat de Macao de football est la soixante-septième édition du Campeonato da Primeira Divisão, le championnat de première division à Macao. Les dix meilleures équipes macanaises sont regroupées au sein d’une poule unique où elles s'affrontent deux fois au cours de la saison. En fin de championnat, les deux derniers du classement sont relégués et remplacés par les deux meilleures équipes de deuxième division.
Après un parcours quasi parfait (17 victoires et un match nul en 18 rencontres), c'est le Casa do Sport Lisboa e Benfica, tenant du titre, qui est à nouveau sacré cette saison après avoir terminé en tête du classement, avec onze points d'avance sur Tak Chun Ka I et quinze sur le Sporting Clube de Macau. Il s’agit du troisième titre de champion de Macao de l’histoire du club.
Le club de Windsor Arch Ka I change de nom avant le début de la saison et devient le Tak Chun Ka I.

## Les clubs participants
- PSP Macao
- Lai Chi - Promu de Segunda Divisão
- Sporting Clube de Macau
- Clube Desportivo Monte Carlo
- Casa do Sport Lisboa e Benfica
- Kei Lun - Promu de Segunda Divisão
- Tak Chun Ka I
- Chao Pak Kei
- Casa de Portugal FC
- Chuac Lun

## Compétition
Le barème utilisé pour établir le classement est le suivant :
- Victoire : 3 points
- Match nul : 1 point
- Défaite : 0 point

### Classement
| Rang | Équipe                    | Pts | J  | G  | N | P  | Bp | Bc | Diff |
| ---- | ------------------------- | --- | -- | -- | - | -- | -- | -- | ---- |
| 1    | SL BenficaT               | 52  | 18 | 17 | 1 | 0  | 78 | 4  | +74  |
| 2    | Tak Chun Ka IC            | 41  | 18 | 13 | 2 | 3  | 46 | 12 | +34  |
| 3    | Sporting Macau            | 37  | 18 | 11 | 4 | 3  | 50 | 15 | +35  |
| 4    | Monte Carlo               | 35  | 18 | 11 | 2 | 5  | 79 | 19 | +60  |
| 5    | Chao Pak Kei              | 33  | 18 | 10 | 3 | 5  | 42 | 17 | +25  |
| 6    | Lai Chi                   | 19  | 18 | 5  | 4 | 9  | 39 | 46 | -7   |
| 7    | Polícia Segurança Pública | 12  | 18 | 3  | 3 | 12 | 17 | 57 | -40  |
| 8    | Kei LunP                  | 12  | 18 | 3  | 3 | 12 | 16 | 59 | -43  |
| 9    | Casa de Portugal FC       | 10  | 18 | 2  | 4 | 12 | 19 | 92 | -73  |
| 10   | Chuac Lun                 | 4   | 18 | 0  | 4 | 14 | 10 | 75 | -65  |

|  | Champion de Macao 2016                                                              |
|  | Relégation directe en Segunda Divisão                                               |
|  | T : Tenant du titre C : Vainqueur de la Coupe de Macao P : Promu de Segunda Divisão |

## Bilan de la saison
| Championnat de Macao de football 2016 |                       |
| Champion                              | SL Benfica (3e titre) |
| Coupes et trophées                    |                       |
| Vainqueur de la Coupe de Macao 2016   | Tak Chun Ka I         |
| Qualifications continentales          |                       |
| Coupe de l'AFC 2017                   | Aucun                 |
| Promotions et relégations             |                       |
| Promus en Primeira Divisão            | MFA Development Team  |
| Promus en Primeira Divisão            | Cheng Fhung           |
| Relégués en Segunda Divisão           | Chuac Lun             |
| Relégués en Segunda Divisão           | Casa de Portugal FC   |